# Paradiastylis culicoides
Paradiastylis culicoides är en kräftdjursart som beskrevs av Kemp 1916. Paradiastylis culicoides ingår i släktet Paradiastylis och familjen Diastylidae. Inga underarter finns listade i Catalogue of Life.